# 古书院
古书院位于山西省晋城市城区北街街道书院街，年代为明、清。

## 保护
2007年1月，古书院公布为第二批晋城市文物保护单位，古建筑类，编号2-8。